# Han Bo-reum
Han Bo-reum, pseudonimo di Kim Bo-reum (김보름?, Gim Bo-reumLR, Kim Bo-rŭmMR; 12 febbraio 1987), è un'attrice sudcoreana.

## Vita privata
Tra novembre 2016 e febbraio 2017 è stata in una relazione con Lee Hong-ki, frontman del gruppo musicale F.T. Island.

## Filmografia

### Cinema
- Gyeoljeongjeok hanbang (결정적 한방?), regia di Park Joong-Goo (2011)
- Bam-ui yeo-wang (밤의 여왕?), regia di Kim Je-yeong (2013)
- Duo ming luxing (夺命旅行S), regia di Billy Tang (2015)
- Zaoyu Hemingway (遭遇海明威S), regia di Cheng Xu (2015)

### Televisione
- Dream High (드림하이?) – serie TV (2011)
- Geum na-wara, ttukttak! (금 나와라, 뚝딱!?) – serie TV (2013)
- Jugun-ui tae-yang (주군의 태양?) – serie TV (2013)
- Modern Farmer (모던파머?) – serie TV (2014)
- Ssa-uja gwisin-a (싸우자 귀신아?) – serie TV (2016)
- Go Back Couple (고백부부?) – serie TV (2017)
- O! Samgwang Villa! (오! 삼광빌라!?) – serie TV (2020-2021)
- Trentanove (서른, 아홉?, Seoreun, ahopLR) – serie TV, episodio 7 (2022)